# Colombiana (filme)
Colombiana (prt: Colombiana; bra: Colombiana: Em Busca de Vingança ou Colombiana - Em Busca de Vingança) é um filme franco-estadunidense de 2011, do gênero drama de ação, realizado por Olivier Megaton, com guião de Robert Mark Kamen e Luc Besson.

## Sinopse
Aos 9 anos, Cataleya Restrepo (Zoe Saldana) testemunha, impotente, ao violento assassinato dos seus pais, em Bogotá, Colômbia. Após jurar vingança, ela vai para os Estados Unidos viver com o tio Emilio (Cliff Curtis), um narcotraficante. Quinze anos depois, Cataleya trabalha para o tio como assassina profissional. Contudo, ela continua determinada em levar adiante a sua promessa de vingança, mesmo sabendo que isso signifique perder tudo o que conquistou. 

## Elenco
- Zoe Saldana... Cataleya Restrepo
- Amandla Stenberg... Cataleya jovem
- Michael Vartan... Danny Delanay
- Cliff Curtis... Emilio Restrepo
- Lennie James... agente especial James Ross
- Callum Blue... Steve Richard
- Jordi Mollà... Marco
- Graham McTavish... policial Warren
- Max Martini... agente especial Williams
- Jesse Borrego... Fabio Maria Restrepo, pai de Cataleya
- Cynthia Addai-Robinson... Alicia Restrepo, mãe de Cataleya
- Sam Douglas... William Woogard
- Doug Rao... Michael Shino
- Beto Benites... Don Luis Sandoval